# Julio César Chávez Jr.
Julio César Chávez Carrasco (ur. 16 lutego 1986 w Culiacán) – meksykański bokser, były mistrz świata WBC w kategorii średniej.

## Kariera zawodowa
Karierę zawodową rozpoczął 26 września 2003. Do listopada 2009 stoczył 42 walki, z których wygrał 40, jedną zremisował a jedna uznana została za nie odbytą (kontrola antydopingowa wykazała zażycie niedozwolonych środków). W tym okresie zdobył tytuły młodzieżowego mistrza WBC, WBC Continental Americas oraz WBC Latino w wadze junior średniej.
W czerwcu 2010 pokonując Irlandczyka Johna Duddy’ego zdobył tytuł WBC Silver w wadze średniej a następnie obronił go w styczniu 2011 wygrywając z Amerykaninem Billym Lyellem. Umożliwiło mu to walkę o tytuł mistrza WBC. 4 czerwca 2011, w Los Angeles stoczył pojedynek z Niemcem Sebastianem Zbikiem, który kontrowersyjnie wygrał niejednogłośnie na punkty i został nowym mistrzem świata. W pierwszej obronie tytułu, 19 listopada, pokonał przez techniczny nokaut w piątej rundzie Amerykanina Petera Manfredo Jr'a.
W kolejnych obronach tytułu, 4 lutego 2012, zwyciężył jednogłośnie na punkty rodaka Mario Antonio Rubio a 16 czerwca Irlandczyka Andy’ego Lee przez techniczny nokaut w siódmej rundzie. 15 września w Las Vegas doszło do pojedynku z byłym mistrzem tej kategorii Argentyńczykiem Sergio Gabrielem Martínezem. Po znakomitej walce przegrał jednogłośnie na punkty i utracił pas mistrzowski.
28 września 2013 na gali w Carson w Kalifornii po dziesięciu nieciekawych rundach pokonał na punkty  98:92, 96:94 i 97:93 Amerykanina Briana Verę (23-7-0, 14 KO). Zdaniem wieku ekspertów to starszy o cztery lata pięściarz z Teksasu był w tym pojedynku lepszy. Do walki rewanżowej doszło 1 marca 2014 w San Antonio w Teksasie, którą również wygrał jednogłośnie na punkty  117:110, 117:110 i 114-113.
18 kwietnia 2015 Chavez Jr przegrał przez TKO nie wychodząc do dziesiątej rundy z Polakiem Andrzejem Fonfarą (27-3, 16 KO), w dwunastorundowej walce. Stawką pojedynku był pas WBC International wagi półciężkiej. .